# Amerikas Grand Prix

Karta över stadsbanan genom Weehawken och West New York.

Amerikas Grand Prix var en föreslagen deltävling för formel 1-VM som var tänkt att köras på stadsbanan Port Imperial Street Circuit i Hudson County, New Jersey i USA, men som inte blev förverkligad.
Efter flera års rykten om ett F1-lopp i New York presenterades till slut i oktober 2011 planerna på ett stadslopp genom Weehawken och West New York, väster om Hudsonfloden, planerat att köras 2013. För att underlätta logistiken var planen att samordna loppet med Kanadas Grand Prix i juni. Då skulle det inte heller krocka med USA:s Grand Prix som körs senare på hösten. Amerikas Grand Prix skulle om det körts, ha blivit USA:s andra årliga formel 1-lopp, tillsammans med USA:s Grand Prix på Circuit of the Americas i Texas. Loppet togs med som provisoriskt förslag i Internationella Bilsportsförbundets (FIA) officiella kalender för 2013, men ströks och fanns inte med i den fastställda kalendern och det kördes därmed aldrig, bland annat på grund av att finansieringen inte gick ihop. Det fanns planer på att försöka anordna loppet 2014, men finansiella problem stoppade detta. Loppet har sedan dess inte funnits med i FIA:s förslag på formel 1-lopp.